# O2 (album)
Pour les articles homonymes, voir O2 (homonymie).
Albums de FireHouse
Category 5
(1999) Prime Time
(2003)
O2 est le sixième album du groupe FireHouse sorti en 2000.

## Liste des chansons
| No  | Titre                     | Durée |
| --- | ------------------------- | ----- |
| 1.  | Jumpin'                   | 3:44  |
| 2.  | Take It Off               | 3:51  |
| 3.  | The Dark                  | 4:36  |
| 4.  | Don't Fade On Me          | 4:47  |
| 5.  | I'd Rather Be Making Love | 3:59  |
| 6.  | What You Can Do           | 3:36  |
| 7.  | I'm In Love This Time     | 3:45  |
| 8.  | Unbelievable              | 4:13  |
| 9.  | Loving You Is Paradise    | 4:29  |
| 10. | Call Of The Night         | 4:21  |